# Andrea Schöpp
Andrea Schöpp (* 27. Februar 1965 in Garmisch-Partenkirchen) ist eine deutsche Curlerin und Olympiasiegerin. Sie spielt auf der Position des Skip und ist Mitglied des SC Riessersee.

## Persönliches
1984 begann Schöpp mit einem Studium der Statistik an der Universität München, welches sie 1991 mit einem Diplom abgeschlossen hat. Seit diesem Jahr war sie an der Universität München angestellt. 1996 schloss sie ein Promotionsverfahren erfolgreich ab.

## Karriere
1992 wurde bei den Olympischen Winterspielen in Albertville ein Demonstrationswettbewerb gespielt, den das Team gewann. Auch 1998 spielte Schöpp im Team bei den Olympischen Winterspielen in Nagano und belegte am Ende den 8. Platz.
Für den Gewinn der Goldmedaille bei den Olympischen Winterspielen 1992 erhielt sie das Silberne Lorbeerblatt.
Bei der Curling-Europameisterschaft 2009 in Aberdeen gewann Schöpp mit ihrem Team Third Mélanie Robillard, Second Monika Wagner, Lead Corinna Scholz, Alternate Stella Heiß die Goldmedaille. Die Round Robin hatte das Team als Dritter abgeschlossen. Das Page-Playoff-Spiel gewann man gegen Russland und das Halbfinale gegen Dänemark. Im Finale setzte man sich mit 7:5 gegen die Schweiz durch.
Vor den olympischen Curlingwettkämpfen 2010 sorgten Schöpps Äußerungen bezüglich der Spiele für ein erhebliches Medienecho. Die Curler würden „von den anderen Sportlern schon schräg angeschaut, nach dem Motto: Was wollen die denn hier?“. Olympia sei „einfach nur nervig“, sie verspüre überhaupt keine olympische Vorfreude. Allerdings habe sie eine „ganz kleine Hoffnung“ auf eine olympische Medaille. Das Turnier beendete Schöpp mit ihrer Mannschaft mit dem sechsten Platz.
Nach 22 Jahren gewann Schöpp am 28. März 2010 mit ihrem Team wieder die Curling-Weltmeisterschaft. Im kanadischen Swift Current trat die deutsche Mannschaft in der gleichen Besetzung wie zuvor bei der EM 2009 an und besiegte im Finale das Team Schottland um Skip Eve Muirhead mit 8:6 Steinen nach Zusatzend.
Kurz vor der Weltmeisterschaft 2012 im kanadischen Lethbridge verletzte sich Schöpp beim Training (Schienbeinköpfchenfraktur, Außenbandriss am Knie) und wurde durch Mélanie Robillard ersetzt. Ihre bislang letzte Damen-WM spielte sie 2013 in Riga, wo sie nur auf den 11. Platz kam.
Nach dem Sieg bei der Europameisterschaft 2009 trat sie auch in den Jahren 2010 bis 2013 für Deutschland bei diesem Wettbewerb an, konnte aber keine Medaille erringen. Für die Europameisterschaft 2014 in Champéry nominierte der Deutsche Curling-Verband das Team um Skip Daniela Driendl. Hiergegen klagte Schöpp erfolgreich vor dem Landgericht Kempten. Dadurch konnte sie doch noch mit ihrer Mannschaft an dieser EM, bei der sie Siebte wurde, teilnehmen. Dies war ihre bislang letzte EM-Teilnahme.
2016 spielte sie erstmals bei einer Senioren-Weltmeisterschaft. In Karlstad gewann sie als Alternate im Team von Monika Wagner die Silbermedaille.

## Aktuelle Teammitglieder
- Monika Wagner (Third)
- Kerstin Ruch (Second)
- Lisa Ruch (Lead)

(Stand: August 2014)

## Erfolge
- Olympia Gold 1992 (Demonstration)
- 1. Platz Weltmeisterschaft 1988, 2010
- 2. Platz Weltmeisterschaft 1984, 1987
- 3. Platz Weltmeisterschaft 1989
- 2. Platz Senioren-Weltmeisterschaft 2016
- 1. Platz Europameisterschaft 1986, 1987, 1989, 1991, 1995, 1998, 2009
- 2. Platz Europameisterschaft 1994
- 3. Platz Europameisterschaft 1980, 1992, 1996, 1997
- 1. Platz Europameisterschaft-Mix 2008
- 3. Platz Europameisterschaft-Mix 2005, 2007, 2010

## Werke
- 1997: Alternative Parametrisierungen bei korrelierten bivariaten binären Responsevariablen, ISBN 978-3-631-30775-5